# عملة رومانية

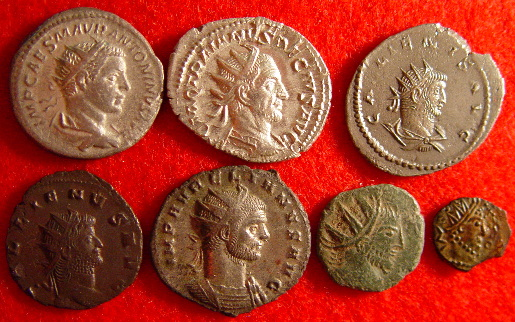
عملات رومانية.

عملة رومانية (بالإنجليزية: Roman currency)‏ العملات في روما القديمة كانت معدنية وكانت متنوعة بين الذهب والفضة والبرونز والنحاس، وذلك من بداية الجمهورية إلى نهاية الإمبراطورية، وخلال عصر الإمبراطورية عادةً ما كانت تطبع صور القيصر على العملة وكذلك صور المعالم الرومانية كالكولوسيوم مثلاً وكانت أغلب العملات على شكل مدور قرصي.